# 조양중학교
조양중학교(朝楊中學校)는 대한민국 경기도 양주시 광적면 가납리에 있는 사립 중학교이다.

## 학교 연혁
- 1965년 12월 21일 : 조양농림기술학교 설립인가
- 1966년 3월 3일 : 조양농림기술학교 개교
- 1967년 12월 11일 : 학교법인 조양학원 설립인가(설립자 이윤학)
- 1968년 3월 1일 : 조양중학교 개교
- 1971년 2월 10일 : 제1회 졸업식
- 1994년 9월 13일 : 호정학원으로 법인 명칭 변경
- 2001년 7월 20일 : 신관 준공
- 2007년 8월 14일 : 제2대 이영준 이사장 취임
- 2010년 11월 30일 : 호정관 완공
- 2022년 9월 1일 : 제11대 최성규 교장 취임
- 2024년 1월 5일 : 제54회 졸업식(졸업생 87명) (총 졸업생 수 11,655명)

## 참고 자료
- 조양중학교 - 한국교육학술정보원 학교알리미